# Lima 3.31
Lima 3.31 es una película de paraguaya de suspenso y drama de 2021 dirigida y escrita por Marcelo Torcida. La película está protagonizada por Oliver Kolker, Joel Casco, Matías Miranda, Valeria Solís, José Maldonado y María Belén Fretes.

## Sinopsis
En la alegre América Latina de los años 70 se libra una lucha ideológica que involucra a todos los sectores de la sociedad. Dictadores y revolucionarios utilizan el secuestro de personas como metodología preferida para imponer sus ideas. Valente, hijo de un poderoso empresario, se gana la vida trabajando para una compañía de seguros especializada en secuestros. Su misión es llevar a las víctimas a un lugar seguro.

## Reparto
- Oliver Kolker como el padre de Vicente Valente
- Joel Casco como Carlos
- Matías Miranda como Valente
- Valeria Solís como la madre de Valente
- José Maldonado como Méndez
- María Belén Fretes como India

## Producción
En enero de 2017 se anunció la producción de la primera película paraguaya rodada íntegramente en inglés bajo el título Eskaton. A finales de octubre de 2020 se dieron a conocer detalles de la trama y se anunció el título oficial de la película, Lima 3.31.